# 220 Central Park South
Le 220 Central Park South est un gratte-ciel résidentiel américain construit à New York en 2014-2019. Il s'élève à 290,2 mètres.

## Copropriétaires
- Le nom du musicien anglais Sting est cité par la presse américaine[1].

- Le milliardaire Kenneth C. Griffin fondateur du hedge fund Citadel a acheté le penthouse de 2 200 m2 pour la somme de 238 millions de dollars faisant ainsi de l’appartement le plus cher des États-Unis[2]. Ce penthouse sur quatre étages compte 16 chambres et 17 salles de bains, cinq balcons et une terrasse en face de Central Park[3]. Il est situé aux 50e, 51e, 52e et 53e étages de l’immeuble, qui en compte 66[4].

- En 2021, un appartement de 900 m2, situé au dernier étage de l’immeuble, est vendu par le milliardaire américain Daniel Och pour la somme de 190 millions de dollars, alors qu’il avait acheté ce même appartement 93 millions de dollars en 2019[5].